# Ochyrocera cashcatotoras
Espèce
Ochyrocera cashcatotoras est une espèce d'araignées aranéomorphes de la famille des Ochyroceratidae.

## Distribution
Cette espèce est endémique de la province de Bolívar en Équateur,. Elle se rencontre à Cashca Totoras vers 3 000 m d'altitude.

## Description
Le mâle holotype mesure 1,5 mm.

## Étymologie
Son nom d'espèce lui a été donné en référence au lieu de sa découverte, Cashca Totoras.

## Publication originale
- Dupérré, 2015 : Descriptions of twelve new species of ochyroceratids (Araneae, Ochyroceratidae) from mainland Ecuador. Zootaxa, no 3956(4), p. 451-475.